# 尹維斾
尹維斾（1639年10月26日—？年），號龍坡，四川閬中縣人，習《詩經》，順治十七年庚子科四川鄉試中式舉人，康熙九年庚戌科會試中式進士，歷任梧州府蒼梧縣知縣、慶遠府荔波縣知縣、澧州知州。